# Hinterskirchen (Neufraunhofen)
Hinterskirchen ist ein Ortsteil der Gemeinde Neufraunhofen im niederbayerischen Landkreis Landshut.

## Geschichte
Das Pfarrdorf Hinterskirchen wird erstmals um das Jahr 1150 als Hindarheina urkundlich erwähnt. Es ist ein hochmittelalterliches Ortsadelsgeschlecht in Hinterskirchen nachgewiesen.
Der Ort Hinterskirchen mit den umliegenden Weilern und Einöden gehörte bis zum 30. April 1978 zur Gemeinde Vilslern. Im Zuge der Gebietsreform in Bayern wurde diese Gemeinde aufgelöst und das Gebiet aufgeteilt. Etwa die Hälfte wurde in den Markt Velden eingemeindet. Die andere Hälfte mit Hinterskirchen und Umgebung gehört seit 1. Mai 1978 zur Gemeinde Neufraunhofen.

## Kirche und Pfarrei
Die Kuratiekirche Mariä Himmelfahrt ist eine im Kern spätgotische Kirche, die im 15. Jahrhundert erbaut wurde. Nach Veränderungen in der Barockzeit wurde in den Jahren 1909 bis 1913 das Langhaus abgebrochen und nach den Plänen von Michael Kurz in neobarocken Formen mit Elementen des Heimatstils neu errichtet. Die 1949 errichtete Kuratie Hinterskirchen, ehemals Teil der Pfarrei St. Ulrich in Vilslern, gehört heute zum Pfarrverband Velden im Dekanat Geisenhausen des Erzbistums München und Freising.